# Veglia notturna
La Veglia notturna o Veglia per tutta la notte è una tradizione liturgica nella Chiesa ortodossa bizantina, le Chiese ortodosse orientali e le Chiese cattoliche orientali, costituita da una aggregazione delle tre ore canoniche dei Vespri, Mattutino, e la Prima ora canonica. La veglia si celebra alla vigilia delle domeniche e delle principali feste liturgiche.
La veglia è stata messa in musica, la più famosa è quella di Sergej Rachmaninov, la cui impostazione di selezioni dall'officiatura è una delle sue opere più ammirate. Altre trasposizioni musicali sono quelle di Čajkovskij, Chesnokov, Grechaninov, Ippolitov-Ivanov, Alexander Kastalsky, Hilarion Alfeyev, Clive Strutt e Einojuhani Rautavaara. È più spesso celebrata utilizzando una varietà di canti tradizionali o melodie semplificate basate sulle Octoechos o altre fonti.

## Ordine
Quando celebrati nella veglia di tutta la notte, gli ordini del Grande Vespro e Mattutino possono variare un po' rispetto al momento in cui si celebrano da soli. Nell'uso parrocchiale, molte parti del servizio liturgico, come le letture dello Synaxarion durante l'ora canonica del Mattutino sono abbreviate o sono omesse, e ci vogliono conseguentemente circa due o due ore e mezza per l'esecuzione.
I Salmi citati di seguito sono numerati secondo la Septuaginta, che differiscono da quelli del Masoretico.

### Gran Vespri
- Grande incensazione di tutta la chiesa, compiuta in silenzio
- Apertura con esclamazione del sacerdote: "Gloria alla santa, consustanziale, vivificante, e indivisa Trinità, sempre, ora e sempre, e nei secoli dei secoli"
- "Venite, adoriamo il Dio nostro re"
- "Salmo della creazione", Salmi 103 e 104, versi scelti
- Grandi Litanie
- Primo Kathisma, "Beato l'uomo", di solito una selezione di versi dal primo stasi (Salmi 1, 2, e 3), piuttosto che l'intero Kathisma
- Piccola Litania
- "Signore ho pianto", un composito di inizio Salmi con il Salmo 140, con l'evocazione di stichera, per finire con la dogmatica Theotokion, un inno indirizzato alla Theotókos (Maria madre di Gesù)
- Grande Ingresso[5]
- Phos Hilaron ("O luce lieta")
- Prokeimenon per il giorno
- letture dell'Antico Testamento (solo nei giorni di festa)
- Litanie commentate
- La preghiera, "Degnati, o Signore"
- Litanie di supplica
- Litiy (nei giorni di festa, anche se alcune chiese officiano il Litia anche ogni domenica)
- Aposticha
- Nunc dimittis ("Ora Tu mandi il tuo servitore in pace") e preghiere del Trisagion
- Apolytikion la domenica: "Rallegrati, o Vergine Theotokos ...", altrimenti quello designato per la festa
- Artoklasia, se fosse una Litia
- "Sia benedetto il nome del Signore", Salmo 33, e una benedizione

### Mattutino
- "Gloria a Dio nell'alto dei cieli", "O Signore, Tu apri le mie labbra"
- Sei salmi (salmi 3, 37, 61, 87, 102, e 142)
- Grande Litania
- "Dio è il Signore", con versi del Salmo 117
- Apolytikion la domenica: dall'Octoechos; altrimenti, per la festa la sua Theotokion appropriata
- XVII Kathisma (salmo 118) o Polyeleos (Salmi 134 e 135) nominati per il periodo
- Megalynarion (giorni festivi)
- Troparia della Resurrezione,  "Il Consiglio Angelico ..." (Solo la domenica)
- Piccola Litania
- Anabathmoi - Canti delle ascensioni
- Ypakoe
- Prokeimenon Mattutino
- Vangelo Mattutino
- "Dopo aver visto la risurrezione di Cristo" (la domenica), o la Stichera (nei giorni di festa)
- Salmo 50 ("Pietà di me, o Dio", Miserere)
- Preghiera: "O Dio, salva il tuo popolo e benedici la tua eredità ..."
- Canone.  Le persone venerano l'Evangeliario se è domenica, o l'icona della festa se si tratta di un giorno della settimana
- "È veramente incontrare" la domenica, anche se viene sostituito in alcuni giorni di festa
- "Santo è il Signore nostro Dio" (solo domenica)
- Exapostilarion
- Lodi mattutine (Salmi 148-150, con Stichera)
- Grande Dossologia ("Gloria a Dio nell'alto dei cieli")
- Nomina della Troparia
- Litanie commentate
- Litanie di supplica
- Licenziamento
- Polychronion
- Prima (ora canonica)